# José Maria Eymael
José Maria Eymael (Porto Alegre, 2 de novembro de 1939), mais conhecido por Eymael ou ainda Constituinte Eymael, é um advogado, empresário e político brasileiro, fundador e ex-presidente do Democracia Cristã (DC). Foi um dos constituintes da Constituição Federal de 1988.

## História
Filho de João Eymael e Lígia Porto Eymael, graduou-se em Filosofia e Direito pela Pontifícia Universidade Católica do Rio Grande do Sul (PUC-RS).
Eymael filiou-se ao Partido Democrata Cristão (PDC) em 1962, militando na Juventude Democrata Cristã. Mas o partido foi extinto pelo Ato Institucional n° 2, em 27 de outubro de 1965, durante a ditadura militar brasileira.
Fundou o Grupo Nacional de Serviços (GRUNASE) em 3 de setembro de 1968, em São Paulo. A empresa atua na área de Relações Públicas, Marketing, Comunicação e Tecnologia da Informação.

## Carreira política
Em 1980, com a eliminação do bipartidarismo, Eymael ingressou no Partido Democrático Social (PDS).[carece de fontes?] Disputou sua primeira eleição em 1982, pelo Partido Trabalhista Brasileiro (PTB), quando concorreu, sem sucesso, a uma vaga na Assembleia Legislativa pelo estado de São Paulo.
Após deixar o PTB, Eymael tornou-se responsável pela reorganização do Partido Democrata Cristão (PDC) em São Paulo, quando de sua refundação em 1985.
Ainda em 1985, foi candidato pela primeira vez à prefeitura de São Paulo pelo PDC, mas ficou nas últimas posições, com 4.578 votos. O jingle de sua campanha, com o refrão "Ey Ey Eymael, um democrata cristão...", é, ainda hoje, bastante popular.
Em 1986, no vácuo da popularidade do jingle, foi eleito deputado federal constituinte com 72.132 votos e tendo sido reeleito em 1990, com 34.191 sufrágios. Durante aquela legislatura, postulou novamente a prefeitura de São Paulo em 1988 e em 1992, novamente sendo derrotado em ambas. O seu nome chegou a ser lembrado para a campanha presidencial de 1989, mas o PDC optou por apoiar o liberal Guilherme Afif Domingos.
Em 1993, o PDC se fundiu ao PDS, formando o Partido Progressista Reformador (PPR). A fusão não foi aceita por Eymael, que, em busca de mais espaço político, saiu do partido recém-criado e fundou dois anos depois, em 30 de março de 1995, o Partido Social da Democracia Cristã (PSDC), cujos compromissos maiores são o "compromisso com a família, com a defesa de seus valores e o atendimento pleno de suas necessidades".
Disputou já pelo PSDC as eleições de 2002, obtendo 8.950 votos (0,01% dos válidos, à época) como candidato a deputado federal e as eleições municipais de 2012, quando foi o 11° colocado, com 5.382 votos (0,09% dos válidos, à época) dentre 12 prefeituráveis.
Optou por não disputar as eleições municipais de 2016, cedendo a sua vaga ao empresário João Bico, o vice-presidente da Associação Comercial e da Federação das Associações Comerciais do estado.

## Campanhas presidenciais
Após fundar o PSDC, Eymael foi candidato à Presidência da República por seis vezes: em 1998, em 2006, em 2010, em 2014, em 2018, e 2022, percorrendo nessas campanhas todos os estados brasileiros, tornando-se, ao lado de Luiz Inácio Lula da Silva, a pessoa que mais vezes se candidatou à presidência na história do Brasil – seis vezes. No entanto, geralmente tem acesso a pouco tempo de campanha para propagandas eleitorais na TV e no rádio.[carece de fontes?]

### 1998
Em 1998, em sua estreia como candidato à presidência, Eymael foi o 9º colocado com 171.827 votos (0,25% dos válidos, à época) dentre 12 candidatos.

### 2006
Em 2006, em cuja campanha presidencial a Social Democracia Cristã apresentou como proposta central "transformar o Estado de senhor em servidor", foi o 6° colocado com 63.294 votos (0,07% dos válidos, à época) dentre 8 candidatos. Eymael citou a ausência do então presidente Luiz Inácio Lula da Silva (PT), no debate dos presidenciáveis promovido pela TV Globo, disse que a atitude era um desrespeito à democracia e aos eleitores e também que o Brasil fora "humilhado" quando o Exército da Bolívia invadiu uma refinaria da Petrobras, utilizando o bordão "Por que a cadeira está vazia?" para concluir sua opinião.[carece de fontes?]

### 2010
Em 2010, Eymael foi o 5° colocado com 89.350 votos (0,09% dos válidos, à época).

### 2014
Em 2014, foi novamente candidato ao cargo de Presidente da República, tendo sido o 9° colocado com 61.250 votos (0,06% dos válidos, à época).
Mesmo derrotado em suas candidaturas, Eymael apostava que, com a força das redes sociais e o desejo de mudança por parte da população manifestada em 2013, seria possível um desempenho melhor que nas eleições anterior. Apesar do pouco tempo de TV fez campanha com base no fato de ser o único candidato ao cargo que nunca teve ligações com governos anteriores.[carece de fontes?] Sua campanha foi baseada em seus feitos como deputado e diversas propostas ligadas entre si a um objetivo "Do Brasil que temos para o Brasil que queremos”. Essas propostas foram baseadas em 27 diretrizes de governo valorizando principalmente saúde, educação, segurança, cumprimento da Constituição, defesa da família, defesa do contribuinte e Estado necessário, reduzindo por exemplo o número de ministérios para quinze economizando milhões de reais. No segundo turno, declarou apoio à candidatura de Aécio Neves (PSDB).

### 2018
Em 15 de março de 2018, Eymael lançou no Acre a pré-candidatura a Presidente da República. A candidatura foi oficializada em 28 de julho de 2018, em São Paulo, tendo como vice na chapa, o pastor Helvio Costa em uma chapa puro-sangue. Esta foi a quinta vez que Eymael concorreu ao mesmo cargo pelo partido Democracia Cristã. Nesta eleição, foi o 12º colocado, com 41.710 votos (0,04% dos válidos, à época). No segundo turno, declarou apoio à candidatura de Fernando Haddad (PT).

### 2022
Em fevereiro de 2020, numa reunião de lideranças do Democracia Cristã em Teresópolis, no interior do Rio de Janeiro, Eymael aceitou a indicação para ser pré-candidato à presidência da república em 2022.
Eymael teve sua candidatura oficializada em convenção da Democracia Cristã no Rio de Janeiro em 2 de agosto. O presidente do partido e candidato pela sexta vez, escolheu João Barbosa Bravo como vice em sua chapa. Nesta eleição, foi o 11º colocado (último), com 16.604 votos (0,01% dos válidos, à época).

## Deputado federal (1986—1995)
Como deputado federal constituinte, Eymael foi relacionado pelo Departamento Intersindical de Assessoria Parlamentar (DIAP) como um dos 12 parlamentares mais influentes no Congresso Nacional e, ao fim dos trabalhos da Assembleia Constituinte, ficou entre os 15 constituintes com maiores números de propostas aprovadas: 145. Entre tais propostas, destacam-se:
- Aviso prévio de 30 dias para todos os trabalhadores;[26]
- Jornada semanal de 44 horas;[15][26]
- Direito do trabalhador ao lazer;
- Proibição da existência de tributo com efeito de confisco;
- Obrigatoriedade de contribuintes em igual situação ter o mesmo tratamento tributário;
- Admissibilidade de mandado de segurança também contra atos de qualquer pessoa jurídica no exercício de funções públicas;
- Possibilidade de o ICMS ser menor para produtos mais necessários, como por exemplo, os produtos que compõem a cesta básica;
- Artigo 180 da Constituição Federal, que obriga a União, os Estados e os municípios a apoiar e incentivar o turismo como fator de desenvolvimento econômico e social;
- Artigo 17 do Ato das Disposições Constitucionais Transitórias, que estabelece que, sempre que um funcionário público receber remuneração ou proventos de aposentadoria superiores aos limites constitucionais, estes valores devem ser imediatamente rebaixados para aqueles limites, não cabendo neste caso, invocação de direito adquirido;
- Obrigatoriedade da União, Estados e municípios publicarem até o dia 30 de cada mês os valores que arrecadaram ou receberam no mês anterior, possibilitando assim o controle da sociedade sobre as receitas públicas;
- Dever dos filhos adultos de cuidar de seus pais na velhice, carência ou enfermidade (Artigo 229 da Constituição Federal);

Ainda na Assembleia Nacional Constituinte, foi o autor do pronunciamento defendendo a manutenção do nome de Deus no preâmbulo da Constituição Federal, opondo-se a uma proposta da remoção do nome.

## Acusação de recebimento de caixa dois
Em abril de 2017, delatores da construtora Odebrecht (atual OEC) afirmaram que Eymael havia recebido R$ 50.000,00 não declarados durante a campanha presidencial de 2010. Ele nega as acusações de recebimento de caixa dois no pleito, seja do Grupo Odebrecht (atual Novonor) ou de qualquer outra fonte.

## Vida pessoal
Casado com Ísola Selbach Eymael, é pai de 2 filhos: José Carlos e Maria Teresa Selbach Eymael.
José Carlos disputou as seguintes eleições:
- 2002: deputado estadual (389 votos) (suplente)
- 2004: vereador de São Paulo (373 votos) (não eleito)
- 2006: deputado federal (614 votos) (não eleito)
- 2008: vereador de São Paulo (342 votos) (não eleito)
- 2010: deputado federal (2.563 votos) (não eleito)
- 2014: deputado federal (934 votos) (não eleito)
- 2018: deputado federal (311 votos) (não eleito)
- 2020: vereador de São Paulo (34 votos) (não eleito)
- 2022: primeiro suplente de senador (não eleito)

Maria Teresa foi candidata a deputada federal em 2022 e a vereadora de São Paulo em 2024, obtendo 20 votos.
Sua neta, Talita Eymael, foi candidata a vereadora na eleição de 2016, obtendo 309 votos, e concorreu na eleição de 2018 ao cargo de deputada estadual, tendo recebido 530 votos.

## Desempenho Eleitoral
| Ano  | Eleição                | Cargo             | Partido | Coligação          | Votos           | Resultado                              |
| ---- | ---------------------- | ----------------- | ------- | ------------------ | --------------- | -------------------------------------- |
| 1982 | Estadual de São Paulo  | Deputado estadual | PTB     | sem coligação      | 5.847           | 20º Suplente (28º na lista do partido) |
| 1985 | Municipal de São Paulo | Prefeito          | PDC     | sem coligação      | 4.578 (0,11%)   | Não-Eleito (9º colocado)               |
| 1986 | Estadual de São Paulo  | Deputado federal  | PDC     | PDS, PDC, PFL      | 72.132 (0,47%)  | Eleito (5º na coligação)               |
| 1988 | Municipal de São Paulo | Prefeito          | PDC     | sem coligação      | 22.667 (0,54%)  | Não-Eleito (7º colocado)               |
| 1990 | Estadual de São Paulo  | Deputado federal  | PDC     | PDS, PDC, PTB, PRN | 34.191 (0,20%)  | Eleito (15º na coligação)              |
| 1992 | Municipal de São Paulo | Prefeito          | PDC     | sem coligação      | 27.627 (0,66%)  | Não-Eleito (5º colocado)               |
| 1998 | Presidencial no Brasil | Presidente        | PSDC    | sem coligação      | 171.831 (0,25%) | Não-Eleito (9º colocado)               |
| 2006 | Presidencial no Brasil | Presidente        | PSDC    | sem coligação      | 63.294 (0,07%)  | Não-Eleito (6º colocado)               |
| 2010 | Presidencial no Brasil | Presidente        | PSDC    | sem coligação      | 89.350 (0,09%)  | Não-Eleito (5º colocado)               |
| 2012 | Municipal de São Paulo | Prefeito          | PSDC    | sem coligação      | 5.382 (0,09%)   | Não-Eleito (11º colocado)              |
| 2014 | Presidencial no Brasil | Presidente        | PSDC    | sem coligação      | 61.250 (0,06%)  | Não-Eleito (9º colocado)               |
| 2018 | Presidencial no Brasil | Presidente        | PSDC    | sem coligação      | 41.710 (0,04%)  | Não-Eleito (12º colocado)              |
| 2022 | Presidencial no Brasil | Presidente        | PSDC    | sem coligação      | 16.604 (0,01%)  | Não-Eleito (11º colocado)              |